# Уметност резбарења мермера на Тиносу

## Традиција
Уметност резбарења мермера на Тиносу израз је културног идентитета житеља овог острва. Препозната је од стране УНЕСКО-а 2015. године, као нематеријално културно наслеђе.

## Тинос
Тинос је острво које припада архипелагу Киклада и налази се на њиховој северној страни. Окарактерисано као "острво уметности и културе", с обзиром да је највећи центар скулптура од мермера у савременој Грчкој са много анонимних мајстора и врхунских уметника који вуку порекло са острва, Тинос нуди посетиоцима прилику да открију његове опипљиво и нематеријалног културно наслеђе, кроз музеје, уметничке галерије, археолошка налазишта и верска налазишта, али и кроз контакт са његовом живом уметничком традицијом која се може наћи у радионицама савремених вајара мермера, у холовима струковне школе ликовних уметности, на улицама и зградама села и градова.
Традиционална села смештена су у средишту самог острва и поседују живописну архитектуру, а најпознатије је Пиргос са дугом традицијом прављења мермерних скулптура. Многобројни скулптори мермера, начинили су уметност од сваке капије, фонтане или врата. Чак су и табле за изнајмљивање кућа или натписи "на продају" израђени од мермера.
Због окружености мермером логично је да из овог места потиче Јанулис Халепас, један од најпознатијих вајара Грчке. Његова родна кућа претворена је у музеј и у њој се, поред изванредних радова и атељеа, види шта у ствари значи једноставна, али потпуно функционална типична кикладска кућа из друге половине 19. века.

## Развој кроз историју
Дугогодишња легенда тврди да је становнике Тиноса у почетку научио о занату мермерне уметности Фидија, чији је брод, на путу за Делос, био приморан снажним ветровима да се тамо склони. Без обзира да ли је ова прича истинита или не, скулптура се развила на острву Тинос, са својим обиљем белог и тамнозеленог мермера.
Тинос и друга кикладска острва дошла су под млетачку контролу од 1207. до 1715. године, након византијског периода. Ова окупација произвела је „златно доба“ грчког сликарства, скулптуре и уметности. Када је 1715. године Тинос преузело Османско царство, многи становници су већ били високо квалификоване занатлије. Били су тражени широм Балкана, јужне Русије и Мале Азије. Пошто је стекла независност од Турске 1829. године, Грчка је почела да се обнавља, и уз помоћ  мајстора мермера са Тиноса. Када је главни град Грчке 1834. године пренет у Атину, чувени мајстори и уметници са Тиноса позвани су да створе прелепе, класичне мермерне комаде које данас славимо. Вајари Тиноса били су укључени у пројекте попут Универзитета у Атини, Националне библиотеке, катедрале Метрополис у Атини, Националног археолошког музеја и старих домова парламента.

## Мермерно село Пиргос
Мраморна уметничка скулптура израз је културног идентитета на Тиносу, посебно у Пиргосу, највећем селу на острву Тинос са приближно 1.000 становника. Пиргос су многи описали као „музеј мермера на отвореном“. Град је такође пун многих различитих мермерних радионица. Након што шегрти заврше обуку и стекну титулу „мајстора“, добијају мали сандук са комплетом алата. Скоро четвртину сада чине жене, а раније је то био искључиво посао мушкараца. 
Чувена школа ликовних уметности Пиргос, која припада грчком Министарству културе, ради од 1955. Трогодишњи курс углавном подучава мермерну скулптуру, архитектонско цртање, сликарство и историју уметности. Два најбоља дипломца сваке године примају се без испита у Атинску школу ликовних уметности.
На Пиргосу постоји и импресиван Музеј заната резбарења мермера, са сталном збирком коју је Културна фондација Пирејске банке недавно отворила за јавност на Међународни дан скулптуре 24. априла 2021.